# Give Peace a Chance
„Give Peace a Chance“ („Дай(те) шанс на мира“) е песен, написана от музиканта от групата „Бийтълс“ Джон Ленън (1940 – 1980) и първоначално приписвана на дуото „Lennon/McCartney“.
Издадена е за първи път през 1969 г. на грамофонна плоча. Продължава 4 мин. и 54 сек. През 1990-те години обаче в преиздадения концертен албум „Live in New York City“ (записан с групата „Elephant's Memory“ през 1972 г.) „Give Peace a Chance“ е приписана единствено на Ленън. В надписите на филма от 2006 г. „The U.S. vs. John Lennon“ (където песента отново фигурира) Ленън също е представен като единствения автор на песента.